# Tolokan
Tolokan is een bestuurslaag in het regentschap Semarang van de provincie Midden-Java, Indonesië. Tolokan telt 2590 inwoners (volkstelling 2010).